# سه‌رنگ‌بینی

طیف پاسخگویی عادی سلول‌های مخروطی انسان

سه‌رنگ‌بینی (به انگلیسی: Trichromacy)، پردازش سه کانال رنگی مستقلِ انتقال اطلاعات رنگ است که از سه نوع مختلف سلول مخروطی در چشم به دست می‌آید. به موجوداتی که دید ترایکروماتیسم دارند«ترای‌کروماتز» می‌گویند.
تعریف معمول ترای‌کروماتیسم این است که شبکیه چشم دارای سه نوع گیرنده نور است که به آنها سلول‌های مخروطی می‌گویند؛ هرکدام از این گیرنده‌ها طیف متفاوتی را جذب می‌کنند. در حقیقت تعداد نوع این گیرنده‌ها ممکن است بیشتر از سه باشد ، زیرا در شدت نورهای مختلف نوع به خصوصی از آن ها می‌تواند فعال باشد. نوع دیگری از گیرنده ها در شبکیه وجود دارد که به آن سلول میله‌ای می گویند. این گیرنده‌ها در لبه‌ی بیرونی شبکیه قرار دارند و قادر به درک درست رنگ و جزئیات نیستند. 

## مکانیزم دید ترای‌کروماتیزم
دیدِ سه رنگی یا ترای‌کروماتیسم توانایی انسان و برخی موجودات دیگر در تشخیص رنگ است که حاصل کار تعاملی سه نوع سلول حساس به رنگ در شبکیه چشم است. تئوری رنگ سه گانه در قرن هجدهم آغاز شد، هنگامی که توماس یانگ اعلام کرد که دید رنگی حاصل سه نوع سلول گیرنده نور است. از اواسط قرن نوزدهم، در رساله خود در زمینه اپتیک فیزیولوژیک، هرمان فون هلمهولتز ایده‌ی توماس یانگ را توسعه داد. با استفاده از آزمایش‌های تطبیق رنگ که نشان می‌داد که افراد با دید طبیعی برای ایجاد دامنه طبیعی رنگ به سه طول موج نیاز داشتند.

تصویری از متاماریزم رنگ

هر یک از سه نوع سلول مخروطی موجود در شبکیه چشم شامل نوع متفاوتی از رنگدانه حساس به نور هستند، که از پروتئین‌های تراپوسته ای به نام اوپسین و مولکول حساس به نوری به نام رتینال تشکیل شده است. هر رنگدانه به طور خاص به دسته‌ای از طول موج‌های نور حساس است.
سه نوع سلول مخروطی وجود دارد،«ال»، «اس» و «ام» که هرکدام شامل رنگ دانه هایی هستند که به ترتیب به طول موج های بلند(مخصوصاً 560 نانومتر)، متوسط (530 نانومتر) و کوتاه (420 نانومتر) واکنش نشان می دهند. 